# Michel Sénéchal (football, 1939)
Pour les articles homonymes, voir Sénéchal (homonymie) et Michel Sénéchal (homonymie).
Michel Sénéchal, né le 3 mars 1939 à Houdain (Pas-de-Calais) et mort le 10 avril 2007 à Beuvry (Pas-de-Calais), est un joueur de football français.

## Biographie
Sénéchal évolue pendant douze saisons en équipe première du FC Rouen, au poste de défenseur. Titulaire de 1963 à 1970, il dispute 261 matchs de championnat de France, dont 234 en D1. Il est notamment de l'épopée des Diables rouges en Coupe des villes de foires 1969-1970.
Il termine sa carrière au Limoges FC, en deuxième division, sous la direction d'Yvon Goujon, un ancien coéquipier rouennais.